# Laura, la santa colombiana
Laura, la santa colombiana —en inglés: Laura, an Extraordinary Life, también conocida internacionalmente como Laura, una vida extraordinaria— es una miniserie colombiana creada por Caracol Televisión en el año 2015.
Está protagonizada por Julieth Restrepo y Linda Lucía Callejas. Está basada en algunos momentos de la vida de la educadora, misionera católica y santa colombiana, Laura Montoya.

## Sinopsis
Es la historia a finales del siglo XIX de Laura Montoya, sobre sus inicios en la ciudad de Jericó sobre su niñez y juventud; fue recluida en un centro de monjas al no ser aceptada por su familia; Allí aprendió a leer y escribir y recibió clases de religión para ser educadora. Unos años después fue aceptada también en la universidad, pero fue despreciada por discriminación y mala reputación sobre su vida de niña. Al final, después de tantos altibajos fue reconocida como la mejor exponente misionera católica fundadora de la Congregación de las Misioneras de María Inmaculada y de Santa Catalina de Siena.

## Reparto
- Julieth Restrepo - Laura Montoya (joven)
- Linda Lucía Callejas - Madre Laura Montoya (adulta)
- Adelaida Buscató - Clarissa Montoya (joven)
- Marcela Carvajal - Clarissa Montoya (adulta)
- Pilar Álvarez - Fabiola Upegui / Hermana María del Divino Salvador
- Elizabeth Minotta - Ana Lucía (joven)
- Sandra Reyes - Ana Lucía / Hermana María San Jesús (adulta)
- Mabel Moreno - Anastasia / Hermana María de Santa Teresa
- Marcela Vargas - Ugadenia / Hermana María de San Agustin
- María Teresa Barreto - María / Hermana María
- Biassini Segura - Padre Perdomo (joven)
- Julio César Herrera - Padre Perdomo (adulto)
- Ricardo Mejía - Adolfo Peña (joven)
- Juan Carlos Messier - Adolfo Peña (adulto)
- Lorena García - Victoria Peña
- Alberto León Jaramillo - Jorge Peña
- Julio Sánchez Coccaro - Padre Ignacio
- Ana María Arango - Consuelo De Upegui
- José Restrepo - Juan Antonio Montoya
- Ana Harlen - Roumalda
- Jessica Barragan Zappala - Blanca Trujillo
- Jhon Mario Rivera - Jesús Antonio
- Carlos Manuel Vesga - Leandro Montoya
- Rafael Bohórquez
- Ricardo Vesga -Misael
- Ana María Sánchez - Eudopsia Upegui
- Víctor Hugo Morant - Arzobispo de Medellín
- Luis Miguel González - Joaquín Arango
- Jhon Alomia - Jeremias
- Leonardo Acosta - Guillermo Martínez
- Juliana Velásquez - Marianita
- Francisco Bolívar - Efrain Robledo
- Oscar Salazar
- Nayra Castillo - Alegria
- Nelson Camayo - Carlitos Yaguaré
- Victoria Góngora - Maruja de Restrepo
- Andrea Nieto
- Christophe de Geest
- Hernan Méndez
- Maria Cristina Galves - Regina
- Ana María Sánchez - Eudopsia Upegui
- Diego Guarnizo - Tomás Carrasquilla / Saturnino
- Gilberto Ramírez
- Lucho Velazco
- Alberto Carreño
- Marcela Vargas
- Julio Correal
- David Noreña

## Equipo de producción
- Ana María Parra - idea original y libretista.
- Ángela Pulido Serrano - jefe de producción.
- Paula Andrea Tovar - primer asistente de dirección.
- Marisol Galindo - script.
- Guarnizo y Lizarralde - director de arte.
- Manuel Castañeda - director de fotografía.
- José Ricaurte - música incidental.
- Diego O. Rozo - musicalización.
- José Luis Oróstegui - edición.
- Italo Brando - finalización.
- María Isabel Páramo - directora asistente.
- Juan Camilo Pinzón - director.
- Amparo Gutiérrez - gerente de producción.

Fuentes: Caracol Televisión.

## Premios y nominaciones

### Premios India Catalina
| Año  | Categoría                                               | Receptor                           | Resultado |
| ---- | ------------------------------------------------------- | ---------------------------------- | --------- |
| 2016 | Mejor Telenovela o Serie                                | Mejor Telenovela o Serie           | Nominada  |
| 2016 | Mejor actriz protagónica de telenovela o serie          | Julieth Restrepo                   | Ganadora  |
| 2016 | Mejor actor antagónico de telenovela, serie o miniserie | Victor Hugo Morant                 | Nominado  |
| 2016 | Mejor director                                          | Juan Camilo Pinzón                 | Nominado  |
| 2016 | Mejor libreto                                           | Ana Maria Parra                    | Nominada  |
| 2016 | Mejor edición de telenovela o serie                     | José Luis Oróstegui                | Nominado  |
| 2016 | Mejor arte de telenovela o serie                        | Diego Guarnizo y Germán Lizarralde | Nominados |

### Premios Tvynovelas
| Año  | Categoría                        | Nominado                   | Resultado |
| ---- | -------------------------------- | -------------------------- | --------- |
| 2016 | Mejor Serie/Serie Favorita       | Mejor Serie/Serie Favorita | Nominada  |
| 2016 | Mejor actriz de reparto de serie | Mabel Moreno               | Nominada  |